# Воазен
Воазен је француски борбени једномоторни, двокрилни, двоседи, вишенаменски авион коришћен у Првом светском рату од 1914 до 1916. године.

## Пројектовање и развој
Авионе фамилије Боазен је пројектовао Габријел Воазен (1880—1973) у току 1912-1918., а производила их је фирма браће Габријела и Шарла Воазен (1882—1912). Авиони су били означени називом фирме Воазен и редним бројем од 1 до 10 (Воазен 1 до Воазен 10). Они су се међусобно разликовали по моторима којима су били опремљени а тиме и по димензијама, које су се повећавале како је расла снага мотора.

## Опис
Воaзeн је био вишенаменски једномоторни двокрилац дрвене конструкције. 
Труп авиона чине две решеткасте конструкције које се у репу спајају у вертикални стабилизатор и чине троугао. Кабина, правоугаоног попречног пресека, у облику гондоле смешене између крила је била довољно пространа, да има простора за смештај две особе: пилот је седео на првом месту а стрелац на другом. 
Мотор је постављен на задњем делу кабине и био опремљен са потисном дрвеном елисом непроменљивог корака. У о авионе су уграђивани мотори: Le Rhone 7С/Gnome 60kW, Salmson M9 88kW, Salmson P9 114kW, Peugeot 8Aa 164kW, Hispano-Suiza 120kW или 224kW и Renault 12Fe 210kW. Пошто су међу овим типовима мотора били ваздухом и течношћу хлађени мотори постојала је и конструктивна разлика између авиона. Авиони са тећношћу хлађеним моторима, на упорницама крила су имали прикачене хладњаке, који су хладили струјањем хладног ваздуха кроз њих, при лету авиона.
Крила су била правоугаоног облика, релативно танког профила, дрвене конструкције пресвучена платном. Она нису била једнака (доња крила су била нешто краћа од горњих), горња и доња крила су међусобно била повезана упорницама и затежућим клавирским жицама. Крилца за управљање авионом су се налазила и на горњим и доњим крилима спојена крутом везом. Вертикални и хоринзонтални репни стабилизатори као и кормило правца и кормила висине су конструктивно изведена као и крила: дрвена носећа конструкција пресвучена платном.
Стајни трап је био фиксан са четири точка. Амортизација при слетању авиона је вршена помоћу торзионих опруга уграђених у стубове стајног трапа.
У зависности од намене авиони су били наоружавани митраљезима или топовима калибра 37 или 47 mm.

### Варијанте авиона
- Воазен 1 - оригинална верзија са Le Rhone 7С/Gnome ротационим мотором снаге 60kW
- Воазен 2 - експериментална верзија исти као Воазен 1 са различитим моторима
- Воазен 3 - авион са под типовима LA и LSA, Canton-Unne/Salmson M9 мотором снаге 88kW
- Воазен 4 - исти као и Воазен 3 стим што је уместо митраљеза био наоружан топом од 37/47 mm
- Воазен 5 - исти као и Воазен 3, са Salmson P9 мотором снаге 114kW, наоружање топ/митраљез
- Воазен 6 - верзија са мотором Peugeot 8Aa снаге 164kW
- Воазен 7 - прелазни модел од Воазен 6 ка Воазен 8
- Воазен 8 - верзија са мотором Hispano-Suiza снаге 224kW
- Воазен 9 - извиђач, као Воазен 8, са мотором снаге 120kW, (1 примерак)
- Воазен 10 - верзија са мотором Renault 12Fe снаге 210kW

## Оперативно коришћење
Авиони фамилије Воазен су се користили као извиђачи, класични бомбардери, ноћни бомбардери, јуришни бомбардери, школски авиони за обуку пилота, авиони за везу и транспорт и ловци. Авиону Воазен 3 је приписана прва ваздушна победа на свету тј. обарање противничког авиона. Десило се то 5. октобра 1914. године на западном фронту када је један француски Воазен 3 оборио немачки авион Авиатик.

### Коришћење на Солунском фронту
На Солунском фронту авион Воазен је коришћен како у саставу ваздухопловства француске Источне војске тако и у саставу Српске авијатике ескадрила V 84. Од свих типова ових авиона овде су коришћени типови III, IV i V. Тип IV је био наоружан топом калибра 37 и 47 милиметара и популарно је назван "воазен канон". Приликом опаљења овог топа који је имао велики трзај долазило је до нестабилности авиона који је могао да изазове ковит. Због тога су за посаду бирани искусни пилоти и стрелци веће масе. Авиони Воазен су до јесени 1916. године замењени модернијим авионима Фарман F.40.

## Земље које су користиле овај авион
| - Белгија - Француска - Италија - Русија - Румунија - Србија | - Грчка - Украјина - Уједињено Краљевство - Немачка - САД - Швајцарска |